# Леопардаста мачка
Леопардаста мачка (лат. Prionailurus bengalensis) је врста малих мачки из рода Prionailurus. Насељавају подручја јужне, југоисточне и источне Азије. Постоји дванаест подврсти леопард мачке, које се разликују по изгледу. Име долази од крзна сличног леопарду, али није у блиском сродству с леопардом.